# Alomiella
Alomiella là một chi thực vật có hoa trong họ Cúc (Asteraceae).

## Loài
Chi Alomiella gồm các loài: